# 董雲驤
董雲驤（？—1650年），字紫帽，松江府華亭縣人，南明政治人物。

## 生平
隆武二年（1646年），董雲驤應福京鄉試，中舉人，授行人司行人，轉吏部主事。忤逆鄭芝龍，又在劉湘客遭廷杖時爭辯。
永曆四年（1650年）雷德復彈劾嚴起恒，嚴起恒請求退休，他和王夫之互相上疏指出「大臣進退有禮，請權允讓輔臣辭官，不要再聽奸黨說話，再次辱國而令天下灰心。」又上疏聯絡江淮。不久他考選陞任浙江道御史，謝恩時伏地不能起來，在御舟去世。

## 引用
1. 1 2  錢海岳《南明史·卷五十九·列傳第三十五》：董雲驤，字紫帽，嵩江華亭人，隆武二年舉天興鄉試。授行人，遷吏部主事，忤鄭芝龍。爭劉湘客廷杖。
2. ↑  錢海岳《南明史·卷五十九·列傳第三十五》：雷德復劾嚴起恒，起恒乞休，與王夫之交疏言大臣進退有禮，請權允輔臣之去，勿再使中奸毒，重辱國而灰天下心。又疏請聯絡江、淮。後考選陞浙江道御史，謝恩伏地不能起，殞於御舟。